# Třída U 17
Třída U 17 byla třída ponorek německé Kaiserliche Marine z období první světové války. Celkem byly postaveny dvě jednotky této třídy. Ve službě byly v letech 1912–1918. Jedna byla ve službě potopena a druhá po válce sešrotována. Byly to poslední německé ponorky poháněné motory na petrolej.

## Stavba
Německá loděnice Kaiserliche Werft Danzig v Danzigu postavila celkem dvě ponorky tohoto typu. Původně je již měly pohánět diesely, problémy s jejich vývojem si ale vynutily použití motorů využívajících parafín.
Jednotky třídy U 17:
| Jméno | Loděnice   | Založení kýlu | Spuštění na vodu | Vstup do služby | Osud                                                      |
| ----- | ---------- | ------------- | ---------------- | --------------- | --------------------------------------------------------- |
| U 17  | KW, Danzig | 1910          | 16. dubna 1912   | listopad 1912   | Vyřazena, 1919 do šrotu.                                  |
| U 18  | KW, Danzig | 1910          | 25. dubna 1912   | 1912            | Dne 23. listopadu 1914 byla potopena jižně od Scapa Flow. |

## Konstrukce

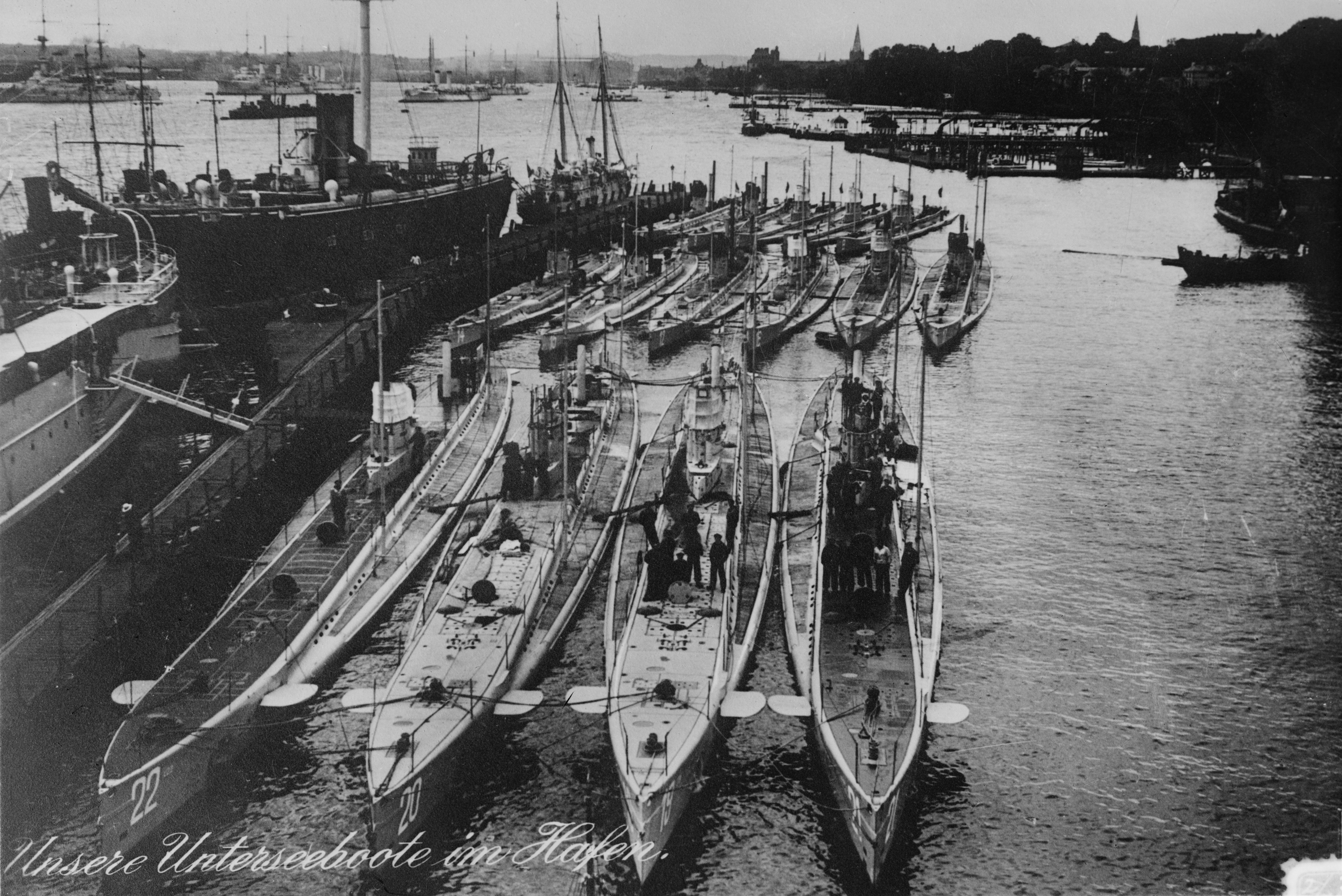
Německé ponorky v Kielu. První řada (zleva): U 22, U 20, U 19 a U 21; druhá řada (zleva): U 14, U 15, U 11, U 16, U 18 a U-?.

Ponorky měly dvojtrupou koncepci. Výzbroj tvořily čtyři 450mm torpédomety (dva příďové a dva záďové) se zásobou šesti torpéd. Pohonný systém tvořily čtyři motory Körting na petrolej o výkonu 1400 bhp (4× 350) a dva elektromotory Siemens-Schuckert Werke o výkonu 1020 shp (2× 560), pohánějící dva lodní šrouby. Nejvyšší rychlost dosahovala 14,9 uzlu na hladině a 9,5 uzlu pod hladinou. Dosah byl 6700 námořních mil při rychlosti 8 uzlů na hladině a 75 námořních mil při rychlosti 5 uzlů pod hladinou. Operační hloubka ponoru dosahovala 50 metrů.

### Modifikace
Roku 1914 byla U 17 vyzbrojena 37mm kanónem (37/27 RV L/30), který roku 1915 nahradil 50mm kanón (50/37 SK L/40 C/92). Roku 1917 byl kanón demontován.

## Služba
Ponorky byly bojově nasazeny za první světové války, přičemž jedna byla ve službě potopena. Ponorka U 17 v letech 1914–1918 absolvovala čtyři patroly, přičemž 11 plavidel potpila a dvě další zajala. Prvního úspěchu dosáhla 20. října 1914 potopením parníku Glitra (866 t). Byla to historicky první obchodní loď potopená ponorkou.
Sesterská ponorka U 18 uskutečnila tři patroly, během kterých nedosáhla úspěchu. Dne 23. listopadu 1914 ponorka pronikla na britskou základnu ve Scapa Flow, ale britskou flotilu tam nezastihla. Při úniku byla přistižena trawlerem Dorothy Grey, který ji ve spolupráci s torpédoborcem HMS Garry potopil.